# 1918 au Canada
Pour un article plus général, voir Chronologie du Canada.
Cet article traite des événements qui se sont produits durant l'année 1918 au Canada.

## Événements

### Politique
- Joseph-Napoléon Francoeur présente une motion demandant à la province de Québec de quitter la confédération canadienne. La motion n'est pas retenue par le gouvernement du Québec.
- 6 mars : John Oliver devient premier ministre de Colombie-Britannique.
- 28 mars au 1er avril : émeute de Québec liée à la crise de la conscription.
- 24 mai : les femmes obtiennent le droit de vote au fédéral. Le Québec sera la dernière de toutes provinces à donner aux femmes le droit de vote en 1940. Ce droit sera donné aux femmes de toutes les autres provinces entre 1918 et 1922.
- 24 octobre : Beniah Bowman devient le premier député ouvrier remporte l'élection partielle de Manitoulin à l'Assemblée législative de l'Ontario.

### Première Guerre mondiale

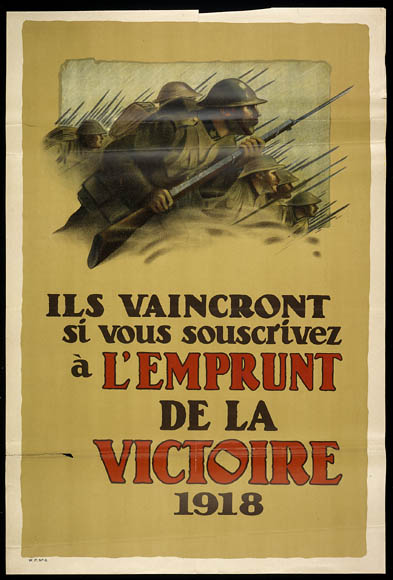

- 21 mars au 18 juillet : offensive du printemps des allemands. Les alliés réussissent à les contenir.
- 21 avril : l'aviateur Arthur Roy Brown est crédité d'avoir abattu le Baron rouge.
- 8 août : offensive alliée en Picardie (fin le 11 novembre). Bataille d'Amiens. Victoire des alliés sur la Somme.
- Corps expéditionnaire envoyé en Sibérie pour contrer la révolution russe.
- 8 au 10 octobre : deuxième bataille de Cambrai.
- 1er au 2 novembre : La bataille de Valenciennes (en). Victoire des alliés. Le soldat Hugh Cairns obtient la Croix de Victoria à titre posthume pour avoir capturé plusieurs mitrailleuses et fait plusieurs prisonniers.
- 11 novembre :
  - Prise la ville de Mons en Belgique.
  - signature de l'armistice de la Première Guerre mondiale.

### Justice
- 25 octobre : Pierre-Basile Mignault devient juge à la cour suprême.
- 23 novembre : Louis Henry Davies est nommé juge en chef à la Cour suprême.

### Sport
- Fin de la Saison 1917-1918 de la LNH suivi de la finale de la Coupe Stanley 1918. Les Arenas de Toronto remportent la Coupe Stanley contre les Millionnaires de Vancouver.
- Début de la Saison 1918-1919 de la LNH.
- 11 décembre : fin de l'Association nationale de hockey, remplacée par la Ligue nationale de hockey.

### Économie
- Le Canada devient le plus grand exportateur de papier en 1918.
- McLaughlin Motor Car Company est acquiérit par General Motors.

### Science

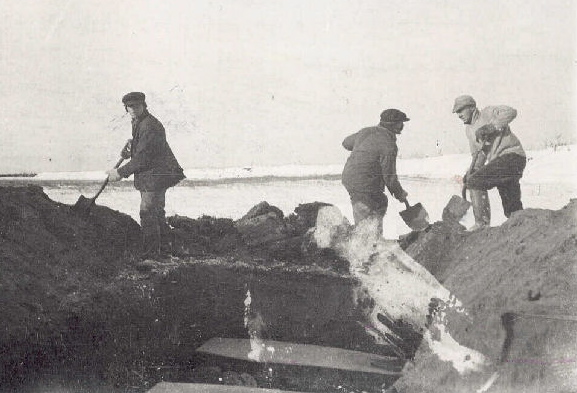
Enterrement de victimes de la grippe espagnole.

- Inauguration de l'observatoire astronomique Dominion Astrophysical Observatory en Colombie-Britannique. Il est dirigé par William Edmund Harper.
- Automne : la grippe de 1918 (aussi nommée à tort « grippe espagnole ») frappe partout.

### Culture
- Sortie du roman La Scouine d'Albert Laberge.
- Roméo Beaudry lance la Star company du Canada qui va permettre de produire des enregistrements de plusieurs artistes.

## Naissances
- Josie Papialuk, artiste inuit.
- 15 janvier : Édouard Gagnon, cardinal, président émérite du conseil pontifical pour la famille († 25 août 2007).
- 22 février : Sid Abel, joueur de hockey sur glace.
- 27 février : Marcel Bourbonnais, homme politique fédéral provenant du Québec.
- 15 mai : Saul Laskin, premier maire de Thunder Bay.
- Joseph Wiseman, acteur.
- 17 mai : Jean-Guy Sylvestre, critique littéraire, bibliothécaire et fonctionnaire québécois.
- 28 mai : Johnny Wayne, scénariste, acteur et compositeur.
- 10 juin : Barry Morse, acteur.
- 5 juillet : René Lecavalier, animateur sportif.
- 12 juillet : William Howard Feindel, chercheur, médecin, neurologue et neurochirurgien. († 12 janvier 2014)
- 15 juillet : Bertram Brockhouse, physicien.
- 17 novembre : Prosper Boulanger, homme d'affaires et homme politique fédéral provenant du Québec.
- 19 novembre : Lloyd Crouse, lieutenant-gouverneur de la Nouvelle-Écosse.
- 20 décembre : Jean Marchand, syndicaliste et politicien.
- 30 décembre : Alfred Wellington Purdy (dit Al Purdy), poète.

## Décès
- 28 janvier : John McCrae, médecin militaire et poète (° 30 novembre 1872).
- 1er mars : Harlan Carey Brewster, premier ministre de Colombie-Britannique alors qu'il était en fonction.
- 9 juin : Joseph Kaeble, soldat au front. Récipiendaire de la Croix de Victoria à titre posthume.
- 11 juillet : Léon-Pamphile Le May, auteur et avocat québécois.
- 10 août : Jean Brillant, militaire récipiendaire de la Croix de Victoria à titre posthume.
- 16 octobre : Charles Gill, poète.
- 18 octobre : Pierre-Évariste Leblanc, lieutenant-gouverneur du Québec.
- 11 novembre : George Lawrence Price, dernier soldat à perdre la vie durant la première guerre.
- 8 décembre : Azilda Marchand, Militante du droit des femmes.
- Jules Fournier, auteur, journaliste et critique littéraire.